# Tortella undulatifolia
Tortella undulatifolia är en bladmossart som beskrevs av Hugh Neville Dixon 1942. Tortella undulatifolia ingår i släktet kalkmossor, och familjen Pottiaceae. Inga underarter finns listade i Catalogue of Life.